# Porter Robinson
Porter Weston Robinson (sinh ngày 15 tháng 7 năm 1992) là một DJ, nhà sản xuất âm nhạc, nhạc sĩ và ca sĩ đến từ Bắc Carolina, Hoa Kỳ. Album phòng thu đầu tay của anh, Worlds, từng đạt được vị trí thứ nhất bảng xếp hạng âm nhạc Billboard về danh mục album nhạc Dance/nhạc điện tử. Robinson bắt đầu phát hành sản phẩm âm nhạc mới dưới cái tên Virtual Self vào năm 2017.
Robinson được đề cử Giải Grammy cho thu âm nhạc Dance xuất sắc nhất vào năm 2019 cho đĩa đơn "Ghost Voice". Tại lễ khai mạc Electronic Music Awards năm 2017, anh được đề cử giải Đĩa đơn của năm và giải Lễ hội âm nhạc của năm cùng với Madeon lần lượt cho đĩa đơn "Shelter" và lễ hội âm nhạc "Shelter Live Tour".
Các thành tích khác của anh có thể kể đến là: Đứng thứ năm theo xếp hạng của DJ Times năm 2013 cho danh mục DJ hay nhất Hoa Kỳ; đứng thứ 7 trong bảng xếp hạng Billboard 21 Under 21; vào được bảng xếp hạng InTheMix 25 Under 25; và chiến thắng giải Nhạc sĩ của năm 2015 của MTVU. Robinson cũng có mặt ở danh sách 100 DJ hay nhất thế giới theo tạp chí DJ Mag 7 năm liên tiếp.

## Tiểu sử

### Những năm đầu sự nghiệp và "Say My Name"
Robinson đã bắt đầu sản xuất âm nhạc vào năm 12 tuổi. Khi đang đăng những sản phẩm âm nhạc đầu tiên của mình trên diễn đàn, anh đã gặp Madeon với nghệ danh là Daemon và Wayne Mont, người sau này đã hợp tác với anh qua đĩa đơn "Shelter". Từ năm 2005 đến năm 2010, dưới nghệ danh "Ekowraith" anh đã cho ra mắt những sản phẩm thuộc thể loại hand-up, một sub-genre của Eurodance dưới hãng đĩa YAWA Recordings. Robinson tiếp tục cho ra các sản phẩm âm nhạc mới mà anh tự gọi nó thuộc thể loại complextro, một kiểu nhạc có sự pha trộn giữa giai điệu truyền cảm hứng và phức tạp.
Robinson bắt đầu sản xuất âm nhạc dưới tên thật của anh từ năm 2010, và đã cho ra mắt rất nhiều sản phẩm dưới các hãng đĩa như Glamara Records và Big Fish Recordings. Nổi bật nhất trong số đó là đĩa đơn "Say My Name" đã đứng đầu bảng xếp hạng Beatport năm đó, giúp anh gia nhập thế giới nhạc điện tử thế giới vào năm 18 tuổi. Tên tuổi của anh cũng lọt vào mắt xanh của các tên tuổi nổi tiếng thế giới, tiêu biểu là nhạc sĩ Skrillex với dòng nhạc dubstep thương hiệu.
Cảm hứng âm nhạc của anh chịu ảnh hưởng từ âm nhạc trò chơi điện tử nói chung, và từ bài Dance Dance Revolution nói riêng. Robinson cũng là một fan hâm mộ cuồng nhiệt của anime và văn hóa Nhật Bản, dẫn đến việc âm nhạc của anh cũng chịu ảnh hưởng không nhỏ. Anh đã khẳng định rằng mình thường xuyên làm nhạc bằng cách nghe nhạc trong các trò chơi điện tử Nhật Bản, sau đó chọn lọc và mô phỏng lại các giai điệu vào trong các sản phẩm âm nhạc của mình.

### 2011–13:Spitfirevà "Language"

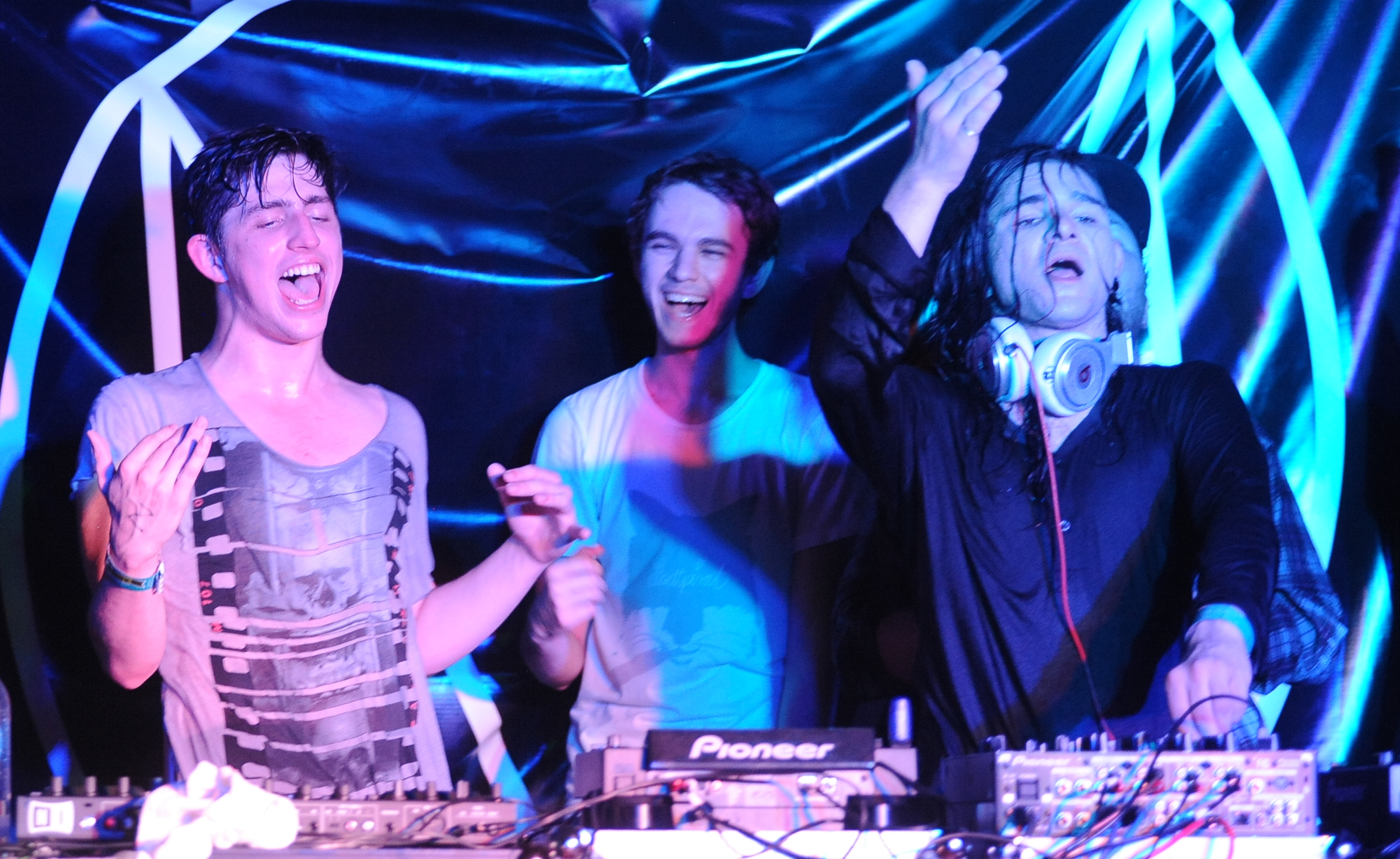
Porter Robinson, Zedd và Skrillex trình diễn tại South by Southwest năm 2012

Trong năm 2011, anh đã có một bản hợp đồng với OSWLA, một hãng thu âm mới điều hành bởi Skrillex, để cho ra mắt một đĩa mở rộng mới tên  là Spitfire. Ngay sau khi ra mắt trên OSWLA, Spitfire đã vươn lên đứng đầu bảng xếp hạng iTunes danh mục nhạc nhảy và bảng xếp hạng Beatport danh mục chung, và làm crash máy chủ cả hai trang web.
Vào ngày 10 tháng 4 năm 2012, Robinson cho ra mắt đĩa đơn "Language" dưới hãng đĩa Big Beat Records tại Bắc Mỹ và hãng đĩa Ministry of Sound trên toàn thế giới. "Language" có giai điệu rất khác với thể loại complextro giúp anh nổi tiếng trước đây, mà nó tập trung vào phần giai điệu và tiếng đàn piano bay bổng. Sau khi ra mắt, bài hát đã leo thẳng lên vị trí thứ nhất bảng xếp hạng Beatport và iTunes danh mục nhạc nhảy, và được  cho ra mắt trong danh sách BBC Radio 1 Essential Mix vào ngày 27 tháng 1 năm đó. Một video âm nhạc được đạo diễn bởi Jodeb được đăng trên kênh YouTube của Ministry of Sound vào ngày 1 tháng 8 năm 2012. "Language" cũng được đưa vào OST của trò chơi Forza Horizon. Trong suốt năm 2012, Robinson đã đi lưu diễn lễ hội âm nhạc "Language Tour" với sự hỗ trợ của nhạc sĩ Mat Zo và The M Machine.
Anh cũng là đồng tác giả bài "Clarity" cùng với Zedd, đồng thời cũng góp giọng trong nhạc nền của bài hát. Bài hát này trước đó định ra mắt dưới danh nghĩa là một sự hợp tác giữa hai nghệ sĩ với nghệ danh là "Poseidon", tuy nhiên Robinson đã hủy bỏ ý định này vì anh không muốn ra mắt một bài nhạc pop trong khi đang làm việc với album đầu tay của mình.
Vào ngày 17 tháng 12 năm 2012, bản demo của đĩa đơn "Easy" với sự hợp tác của Mat Zo được ra mắt độc quyền trên Beatport dưới hãng đĩa Ministry of Sound. Ngay sau khi ra mắt, bài hát đã lên hạng nhất Beatport trong suốt hai tuần. Sau đó hãng Ministry of Sound đã cho ra bản chính thức cùng với một video âm nhạc vào mùa xuân năm 2013.

### 2014–16:Worldsvà "Shelter"

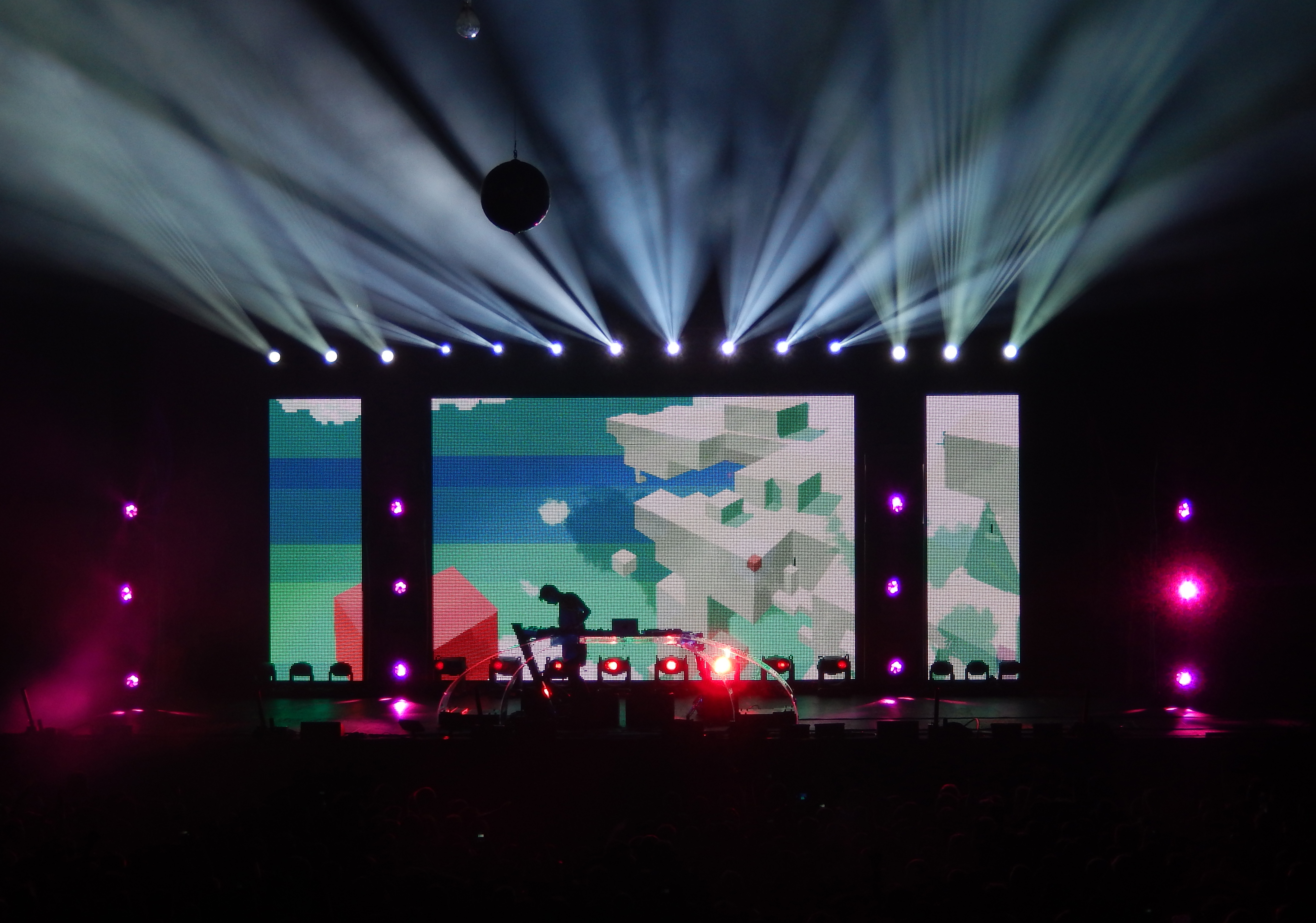
Robinson biểu diễn tại Worlds Live Chicago vào năm 2014

Trong chuyến đi lưu diễn "Language Tour", Robinson bắt đầu thấy chán nản trước thực trạng của nền nhạc nhảy điện tử bấy giờ, nơi người ta chỉ tập trung làm nhạc theo công thức để thỏa mãn người nghe. Anh nói rằng: "Càng cố bắt mình làm theo một công thức tiêu chuẩn, thì tôi lại càng thấy chán ghét thể loại nhạc này". Trong một năm sau đó, anh bắt tay vào làm một albums mới. Robinson nói mình muốn làm một thể loại nhạc mới khác với thể loại anh đã làm trong quá khứ và sẽ cho ra mắt trong chuyến lưu diễn tới.
Album phòng thu đầu tay của anh, Worlds, được phát hành dưới hãng đĩa Astralwerks và Virgin EMI vào ngày 12 tháng 8 năm 2014. Album này tập trung vào giai điệu để gợi lên ở người nghe một cảm xúc hoài niệm cùng với âm bass đặc trưng của các tác phẩm trước của anh. Trong quá trình làm album này anh cũng đã hợp tác cùng với các nhạc sĩ và nhóm nhạc khác nhau bao gồm Urban Cone, Lemaitre, Breanne Düren và Amy Millan. Robinson cùng với một Vocaloid có tên là Avanna làm giọng ca chính trong đĩa đơn "Sad Machine". Robinson sau đó bắt tay làm tour lưu diễn Worlds Live, nơi mà anh làm tất cả mọi thứ, từ hát chính đến chơi nhạc, được tài trợ bởi nhạc sĩ Giraffage và Lemaitre. Chuyến lưu diễn diễn ra tại các lễ hội âm nhạc nổi tiếng như Ultra Music Festival, Electric Daisy Carnival và Coachella. Album phối lại của của Worlds là Worlds Remixed được phát hành vào ngày 2 tháng 10 năm 2015, bao gồm các bản phối lại của các nghệ sĩ nhạc điện tử khác như Odesza, San Holo, Mat Zo, Electric Mantis, Galimatias, Last Island, Chrome Sparks, Deon Custom, Rob Mayth, Point Point, Sleepy Tom và Slumberjack.
Vào ngày 31 tháng 1 năm 2016, Robinson thông báo mình đang sáng tác sản phẩm mới sau một năm rưỡi vắng bóng. Robinson phát hành "Shelter" cùng với bạn mình là nhạc sĩ Hugo Leclercq, hay còn được biết đến với nghệ danh Madeon. Một AMV của đĩa đơn "Shelter" đồng sản xuất bởi Robinson, Crunchyroll và A-1 Pictures được phát hành trên kênh YouTube chính thức của Porter Robinson. Robinson và Leclercq sau đó cùng nhau đi lưu diễn gần 1 năm với tour "Shelter Live Tour", với sự hỗ trợ của Danger, Robotaki và San Holo.

### 2017–2019: Virtual Self
Vào ngày 25 tháng 10 năm 2017, Robinson phát hành một đĩa đơn mới tên là "Eon Break" dưới nghệ danh Virtual Self. Một video âm nhạc cũng được đăng trên kênh YouTube của Robinson, chứa các hình ảnh 3D trừu tượng và các thông điệp bí ẩn liên quan tới các từ như "angel", "virtual", "void", và "utopia".
Anh tiếp tục cho ra một đĩa đơn thứ hai vào ngày 8 tháng 11 năm 2017 tên là "Ghost Voices". Một video âm nhạc cho "Ghost Voice" cũng được đăng trên kênh YouTube chính thức của Porter Robinson vào ngày 28 tháng 2 năm 2018. Trước đó, Virtual Self phát hành một EP cùng tên vào ngày 29 tháng 11 năm 2017.
Virtual Self tổ chức một buổi live ra mắt vào ngày 8 tháng 12 năm 2017 tại Brooklyn, thành phố New York. Anh tiếp tục biểu diễn trong năm 2018, có mặt tại các lễ hội âm nhạc lớn như Ultra Music Festival, Electric Daisy Carnival và Boonaroo; tham gia 3 show diễn riêng tại châu Âu và một chuyến lưu diễn dài 2 tháng tên là "UTOPiA SySTEM" tại Bắc Mỹ. Robinson cũng phát hành "Angel Voice", một bản remix của Ghost Voices, vào ngày 20 tháng 7 năm 2018.
Vào tháng 1 năm 2019, "Ghost Voices" được đề cử Giải Grammy cho Thu âm nhạc dance xuất sắc nhất, đánh dấu việc lần đầu tiên tác phẩm của anh có mặt trong một danh sách đề cử. Robinson ăn mừng thành tích này bằng cách tổ chức ba set Virtual Self tại Los Angeles trước khi lễ trao giải diễn ra. Trong một buổi phóng vấn với Billboard Dance, anh nói mình phát hiện ra mình được đề cử thông qua Twitter. Lúc đó, anh còn không biết rằng đĩa đơn "Ghost Voices" của mình được đề cử. "Tôi thực sự bất ngờ. Tôi chỉ vừa mới tìm thấy thông tin này trên Twitter. Thực sự tôi còn không nghĩ mình có cơ hội được đề cử. Điều này vượt quá sức tưởng tượng của tôi.", anh nói. "Thực sự rất tuyệt vời".
Vào ngày 4 tháng 3 năm 2019, Robinson thông báo sẽ tổ chức lễ hội Multiverse Music Festival tại Oakland, California, ý định tổ chức ở công viên Middle Harbor Shoreline với sự tài trợ của Goldenvoice. Bốn ngày sau, tên của lễ hội chuyển thành Second Sky do trùng tên với một buổi nhạc hội khác cũng xảy ra tại đây năm trước. Lễ hội âm nhạc sau đó đã phải diễn ra trong hai ngày vì vé của ngày thứ nhất được bán ra quá nhanh. Trả lời báo Pollstar, anh nói:" Lý do chính tôi muốn tự làm một lễ hội âm nhạc là vì tôi muốn đứng trên sân khấu nơi chỉ có những bài nhạc tôi thực sự ưa thích được song hành."
Sau khi thông báo lineup của lễ hội Second Sky, Robinson tiếp tục thêm một chuyến lưu diễn của Virtual Self nữa, là một series gồm sáu set DJ dưới tên anh, và sau đó là sự trở lại của Virtual Self ở hai quốc gia Hàn Quốc và Hoa Kỳ.
Vào tháng 6 năm 2019, quỹ Robinson Malawi của anh đã ủng hộ 154.000 đô la cho bệnh nhân mắc lymphô Burkitt ở Malawi. Số tiền ủng hộ được lấy từ doanh thu lễ hội âm nhạc Second Sky và một phần tài sản riêng của Robinson.

### 2020–hiện tại:Nurture
Vào ngày 28 tháng 1 năm 2020, Robinson công bố album thứ hai của mình, Nurture, và một ca khúc mới tên là "Get Your Wish" đi cùng với một video âm nhạc vào ngày 29 tháng 1 năm 2020. Một teaser dài 52 giây cũng được đăng vào cùng ngày.
Vào ngày 10 tháng 3 năm 2020, Porter phát hành đĩa đơn thứ hai "Something Comforting". Một video âm nhạc cho "Something Comforting" đã được đăng trên kênh YouTube của anh vào ngày 25 tháng 3 năm 2020.
Vào ngày 9 tháng 5 năm 2020, Robinson hợp tác với Recording Academy để ủng hộ 115,000 đô la cho Quỹ cứu trợ MusiCares COVID-19. Số tiền ủng hộ được lấy từ doanh thu lễ hội âm nhạc online Secret Sky. Trong sự kiện hợp tác, anh nhá hàng cho một bài hát mới trong album sắp tới, "Look at the Sky" và là bài hát thứ tư trong album Nurture.
Vào ngày 14 tháng 6 năm 2020, một ngày trước sinh nhật lần thứ 28 của anh, Porter nói rằng việc sản xuất album Nurture đang được tạm ngưng, nhưng sẽ được tiếp tục làm trong ngày hôm sau. Ngày hôm sau, bản remix của "Get Your Wish" trình diễn bởi ban nhạc Anamanaguchi được phát hành. Một tuần sau ngày sinh nhật của anh, anh tiếp tục phát hành một bản remix khác của "Get Your Wish" dưới nghệ danh DJ Not Porter Robinson.
Vào ngày 12 tháng 8 năm 2020, nhân ngày kỷ niệm 6 năm ngày ra mắt album đầu tiên của anh, Worlds, Porter đã đăng một live edit của bài "Shepherdess" mà anh đã chơi ở concert Worlds Live. Robinson cũng thông báo vào kỷ niệm 10 năm ngày ra mắt album Worlds, anh sẽ phát hành bài hát "Hollowheart" - bài hát đáng lẽ ra đã có mặt ở album Worlds nếu không được hoàn thành quá muộn.
Vào ngày 26 tháng 8 năm 2020, Robinson phát hành bài hát "Mirror" - đĩa đơn thứ ba của album Nurture. Một video âm nhạc cho "Mirror" cũng được đăng vào ngày 9 tháng 9 năm 2020.
Vào ngày 18 tháng 12 năm 2020, Porter thông báo album Nurture đã được hoàn thành, và sẽ được xuất bản vào một vài tháng sau. Khoảng một tháng sau, anh phát hành bài hát "Look at the Sky" vào ngày 27 tháng 1 năm 2020. Anh cũng thông báo album Nurture của mình sẽ được phát hành vào ngày 23 tháng 4 năm 2021.

## Đời tư
Porter Robinson sinh tại Atlanta, Georgia và hiện đang sống tại Chapel Hill, Bắc Carolina. Anh đã được nhận vào học ở Đại học North Carolina tại Chapel Hill, nhưng không tham gia vì sự nghiệp âm nhạc của mình. Anh là con thứ hai trong một gia đình có bốn người con. Anh trai của Porter, Nick, từng là nhà sản xuất video của Polygon, và hiện tại đang có một kênh YouTube với hơn 900.000 lượt đăng kí. Hai người em trai còn lại của Porter tên là Robert và Mark. Anh tự nhận mình là bạn thân với hai DJ và nhà sản xuất âm nhạc Madeon và Dillon Francis.
Robinson nói rằng mình không sản xuất một bài nhạc nào trong năm 2015 do bị trầm cảm.
Robinson thành lập quỹ Malawi vào tháng 6 năm 2019 sau khi Mark, em trai của anh qua khỏi ung thư.

## Danh sách đĩa nhạc
Album phòng thu
- Worlds (2014)
- Nurture (2021)

Album phối khí
- Worlds Remixed (2015)

## Giải thưởng và đề cử
| Năm  | Giải thưởng | Danh mục                                        | Bài hát      | Kết quả |
| ---- | ----------- | ----------------------------------------------- | ------------ | ------- |
| 2019 | Giải Grammy | Giải Grammy cho Thu âm nhạc dance xuất sắc nhất | Ghost Voices | Đề cử   |